# Al-Bataeh Club
Der al-Bataeh Cultural & Sports Club (arabisch نادي البطائح الثقافي الرياضي, DMG Nādī l-Baṭāʾiḥ aṯ-ṯaqāfī ar-riyāḍī), auch als al-Bataeh Club bekannt, ist ein 2012 gegründeter Fußballverein aus al-Bataeh im Emirat Schardscha. Der Verein spielt aktuell in der UAE Pro League, der höchsten Fußballliga der Vereinigten Arabischen Emirate.

## Stadion
Der Verein trägt seine Heimspiele im Khalid bin Mohammed Stadium in Schardscha aus. Das Stadion hat ein Fassungsvermögen von 12.000 Personen.

## Saisonplatzierung
| Saison  | Liga                      | Level | Platz | UAE President’s Cup     | UAE Arabian Gulf Cup |
| ------- | ------------------------- | ----- | ----- | ----------------------- | -------------------- |
| 2019/20 | UAE First Division League | 2     | 3.    | Achtelfinale            |                      |
| 2020/21 | UAE First Division League | 2     | 3.    | Vorrunde (Gruppenphase) |                      |
| 2021/22 | UAE First Division League | 2     | 2. ▲  | 3. Vorrunde             |                      |
| 2022/23 | UAE Pro League            | 1     | 12.   | Viertelfinale           | 1. Runde             |

## Trainer
| Name des Trainers | von              | bis               |
| ----------------- | ---------------- | ----------------- |
| Giovanni Tedesco  | 1. Oktober 2020  | 13. Dezember 2020 |
| Tarek Hadhiri     | 20. Mai 2021     | 30. Juni 2022     |
| Caio Zanardi      | 27. Mai 2022     | 4. November 2022  |
| Said Chkhit       | 5. November 2022 | 30. Juni 2023     |
| Mirel Rădoi       | 1. Juli 2023     | 4. Januar 2024    |
| Goran Tomić       | 6. Januar 2024   |                   |